# Temporada 2021 del fútbol colombiano
La Temporada 2021 del fútbol colombiano abarcó todas las actividades relativas a campeonatos de fútbol profesional y amateur, nacionales e internacionales, disputados por clubes colombianos, y por las selecciones nacionales de este país en sus diversas categorías.

## Torneos locales

### Categoría Primera A

#### Torneo Apertura
- Final

| Fecha                                                            | Ciudad | Equipo local    | Resultado | Equipo visitante |
| ---------------------------------------------------------------- | ------ | --------------- | --------- | ---------------- |
| 17 de junio                                                      | Ibagué | Deportes Tolima | 1 : 1     | Millonarios      |
| 20 de junio                                                      | Bogotá | Millonarios     | 1 : 2     | Deportes Tolima  |
| Deportes Tolima se coronó campeón con un marcador global de 3:2. |        |                 |           |                  |

|                                     |
| Bandera de Colombia                 |
| Campeón Deportes Tolima 3.er título |

#### Torneo Finalización
- Final

| Fecha                                                           | Ciudad  | Equipo local    | Resultado | Equipo visitante |
| --------------------------------------------------------------- | ------- | --------------- | --------- | ---------------- |
| 19 de diciembre                                                 | Palmira | Deportivo Cali  | 1 : 1     | Deportes Tolima  |
| 22 de diciembre                                                 | Ibagué  | Deportes Tolima | 1 : 2     | Deportivo Cali   |
| Deportivo Cali se coronó campeón con un marcador global de 3:2. |         |                 |           |                  |

|                                    |
| Bandera de Colombia                |
| Campeón Deportivo Cali 10.º título |

#### Tabla de reclasificación
En la tabla de reclasificación se lleva a cabo la sumatoria de puntos de los clubes en todos los partidos de los dos torneos de primera división —el Apertura y el Finalización (incluyendo fases finales)—, con el objetivo de definir los equipos clasificados de Colombia a los torneos internacionales de Conmebol para el siguiente año. Dado que hubo dos ascensos a mitad de temporada, se estableció que los dos equipos ascendidos (Atlético Huila y Deportes Quindío) ingresaran a esta tabla con la misma cantidad de puntos y goles que el equipo ubicado en la posición 19 al final del torneo Apertura. Los cupos a torneos internacionales se distribuirán de la siguiente manera:
- Copa Libertadores: Colombia 1 y Colombia 2 (que clasificarán directamente a fase de grupos) corresponderán a los campeones del Apertura 2021 y Finalización 2021, respectivamente. El cupo de Colombia 3 lo tomará el equipo mejor ubicado en la reclasificación (no campeón de Apertura, Finalización o Copa Colombia) y Colombia 4 será para el campeón de la Copa Colombia 2021.
- Copa Sudamericana: Colombia 1, Colombia 2 y Colombia 3 irán a los tres siguientes clubes mejor ubicados en la tabla de reclasificación (no campeones de Apertura, Finalización o Copa Colombia), respectivamente. El cupo Colombia 4 será para el campeón de la Copa Colombia 2020. Los cuatro clasificados empezarán el torneo desde la primera fase.

Nota: En caso de que haya un mismo campeón en los torneos Apertura y Finalización, a la Copa Libertadores irán el 1° y 2° en reclasificación no campeones. De otra forma, si uno de los campeones del Torneo Apertura y Finalización queda campeón de la Copa Colombia 2021, el cupo Colombia 4 de la Copa Libertadores lo tomará el segundo mejor ubicado en la reclasificación no campeón. Por último, si el campeón de la Copa Colombia 2020 logra algún título o clasifica a la Copa Libertadores por reclasificación, el cupo Colombia 4 de la Copa Sudamericana lo tomará el equipo mejor ubicado en la reclasificación que no haya clasificado a algún torneo internacional.

| Pos. | Equipos                | PJ | PG | PE | PP | GF | GC | Dif. | Pts. |
| ---- | ---------------------- | -- | -- | -- | -- | -- | -- | ---- | ---- |
| 1.   | Deportes Tolima (A)    | 52 | 23 | 21 | 8  | 69 | 41 | 28   | 90   |
| 2.   | Millonarios            | 50 | 26 | 10 | 14 | 78 | 53 | 25   | 88   |
| 3.   | Atlético Nacional (CC) | 46 | 23 | 14 | 9  | 81 | 40 | 41   | 83   |
| 4.   | Deportivo Cali (F)     | 48 | 22 | 16 | 10 | 62 | 46 | 16   | 82   |
| 5.   | Junior                 | 48 | 19 | 19 | 10 | 61 | 47 | 14   | 76   |
| 6.   | América de Cali        | 46 | 17 | 14 | 15 | 51 | 42 | 9    | 65   |
| 7.   | La Equidad             | 42 | 15 | 15 | 12 | 46 | 44 | 2    | 60   |
| 8.   | Santa Fe (SL)          | 40 | 15 | 14 | 11 | 47 | 39 | 8    | 59   |
| 9.   | Deportivo Pereira      | 44 | 14 | 14 | 16 | 46 | 58 | –12  | 56   |
| 10.  | Independiente Medellín | 38 | 11 | 19 | 8  | 31 | 30 | 1    | 52   |
| 11.  | Jaguares               | 38 | 14 | 10 | 14 | 44 | 47 | –3   | 52   |
| 12.  | Atlético Bucaramanga   | 38 | 13 | 12 | 13 | 46 | 45 | 1    | 51   |
| 13.  | Envigado F. C.         | 38 | 10 | 14 | 14 | 39 | 46 | –7   | 44   |
| 14.  | Alianza Petrolera      | 44 | 9  | 14 | 21 | 43 | 70 | –27  | 41   |
| 15.  | Águilas Doradas        | 38 | 9  | 12 | 17 | 37 | 49 | –12  | 39   |
| 16.  | Deportivo Pasto        | 38 | 8  | 15 | 15 | 32 | 48 | –16  | 39   |
| 17.  | Once Caldas            | 38 | 8  | 13 | 17 | 38 | 53 | –15  | 37   |
| 18.  | Patriotas              | 38 | 9  | 8  | 21 | 31 | 52 | –21  | 35   |
| 19.  | Deportes Quindío       | 38 | 6  | 10 | 22 | 28 | 63 | –35  | 28   |
| 20.  | Boyacá Chicó           | 18 | 5  | 4  | 9  | 17 | 20 | –3   | 19   |
| 21.  | Atlético Huila         | 38 | 2  | 10 | 26 | 22 | 74 | –52  | 16   |

Fuente: Web oficial de Dimayor

|  | Clasificado a la fase de grupos de la Copa Libertadores 2022. |
|  | Clasificado a la segunda fase de la Copa Libertadores 2022.   |
|  | Clasificado a la primera fase de la Copa Sudamericana 2022.   |

| (A)  | Campeón del Torneo Apertura 2021.         |
| (F)  | Campeón del Torneo Finalización 2021.     |
| (SL) | Campeón de la Superliga de Colombia 2021. |
| (CC) | Campeón de la Copa Colombia 2021.         |

##### Representantes en competición internacional
| Clasificado como | Copa Libertadores 2022 | Copa Sudamericana 2022 |
| ---------------- | ---------------------- | ---------------------- |
| Colombia 1       | Deportes Tolima        | Junior                 |
| Colombia 2       | Deportivo Cali         | América de Cali        |
| Colombia 3       | Millonarios            | La Equidad             |
| Colombia 4       | Atlético Nacional      | Independiente Medellín |

1. ↑  Clasificado como campeón de la Copa Colombia 2020.

#### Tabla del descenso
Los ascensos y descensos en el fútbol colombiano se definen por la Tabla de descenso, la cual promedia las campañas de los equipos en los últimos seis campeonatos. Los puntos de la tabla se obtienen de la división del puntaje total entre partidos jugados, únicamente en la fase de todos contra todos. Debido a la suspensión de los ascensos y descensos de categoría en la temporada 2020 definida por la asamblea de la Dimayor del 13 de agosto de 2020 a causa de la pandemia de COVID-19, se decidió que los ascensos y descensos de la temporada 2020 se realizarían en el primer semestre de 2021.
Para el descenso a la Primera B al final del primer semestre de 2021, se tuvieron en cuenta los torneos 2018-I, 2018-II, 2019-I, 2019-II, 2020 y 2021-I. Debido a la desafiliación del Cúcuta Deportivo y a que la Primera A solo tuvo 19 equipos compitiendo en el torneo Apertura 2021, el último equipo en la tabla del descenso descendió a la segunda categoría, siendo reemplazado por los ganadores de la gran final y el repechaje por el segundo ascenso de la Primera B 2021-I.
Al final del segundo semestre del año nuevamente se presentaron ascensos y descensos bajo el sistema habitual, y en este caso los dos últimos equipos de la tabla al final del semestre descendieron a la Categoría Primera B, siendo reemplazados en la siguiente temporada por el campeón y subcampeón de la segunda categoría.

##### Tabla del descenso Torneo Apertura
| Pos. | Equipos                | PJ  | GF  | GC  | Dif. | Pts. | Prom. |
| ---- | ---------------------- | --- | --- | --- | ---- | ---- | ----- |
| 19.  | Boyacá Chicó (D)       | 116 | 90  | 166 | −76  | 111  | 0.957 |
| 18.  | Deportivo Pereira      | 116 | 93  | 161 | −68  | 113  | 0.974 |
| 17.  | Jaguares               | 116 | 102 | 164 | −62  | 119  | 1.026 |
| 16.  | Alianza Petrolera      | 116 | 112 | 166 | −54  | 122  | 1.052 |
| 15.  | Patriotas              | 116 | 100 | 147 | −47  | 133  | 1.147 |
| 14.  | Envigado F. C.         | 116 | 121 | 143 | −22  | 133  | 1.147 |
| 13.  | Águilas Doradas        | 116 | 121 | 143 | −22  | 142  | 1.224 |
| 12.  | Deportivo Pasto        | 116 | 115 | 118 | −3   | 146  | 1.259 |
| 11.  | Atlético Bucaramanga   | 116 | 123 | 135 | −12  | 149  | 1.284 |
| 10.  | La Equidad             | 116 | 132 | 117 | 15   | 165  | 1.422 |
| 9.   | Once Caldas            | 116 | 140 | 121 | 19   | 165  | 1.422 |
| 8.   | Independiente Medellín | 116 | 162 | 135 | 27   | 174  | 1.5   |
| 7.   | Santa Fe               | 116 | 145 | 99  | 46   | 175  | 1.509 |
| 6.   | América de Cali        | 116 | 146 | 131 | 15   | 176  | 1.517 |
| 5.   | Millonarios            | 116 | 150 | 122 | 28   | 181  | 1.56  |
| 4.   | Junior                 | 116 | 139 | 90  | 49   | 187  | 1.612 |
| 3.   | Deportivo Cali         | 116 | 152 | 111 | 41   | 190  | 1.638 |
| 2.   | Deportes Tolima        | 116 | 159 | 98  | 61   | 203  | 1.75  |
| 1.   | Atlético Nacional      | 116 | 180 | 112 | 68   | 206  | 1.776 |

Fuente: Web oficial de Dimayor
| (D) | Descenso a la Categoría Primera B para el Torneo Finalización 2021. |

##### Tabla del descenso Torneo Finalización
| Pos. | Equipos                | PJ  | GF  | GC  | Dif. | Pts. | Prom. |
| ---- | ---------------------- | --- | --- | --- | ---- | ---- | ----- |
| 20.  | Atlético Huila (D)     | 117 | 89  | 173 | −84  | 98   | 0.838 |
| 19.  | Deportes Quindío (D)   | 117 | 95  | 162 | −67  | 110  | 0.94  |
| 18.  | Deportivo Pereira      | 117 | 101 | 159 | −58  | 121  | 1.034 |
| 17.  | Jaguares               | 117 | 109 | 167 | −58  | 121  | 1.034 |
| 16.  | Patriotas              | 117 | 97  | 150 | −53  | 122  | 1.043 |
| 15.  | Alianza Petrolera      | 117 | 115 | 158 | −43  | 130  | 1.111 |
| 14.  | Envigado F. C.         | 117 | 126 | 147 | −21  | 134  | 1.145 |
| 13.  | Águilas Doradas        | 117 | 127 | 146 | −19  | 142  | 1.214 |
| 12.  | Deportivo Pasto        | 117 | 113 | 127 | −14  | 142  | 1.214 |
| 11.  | Atlético Bucaramanga   | 117 | 127 | 140 | −13  | 153  | 1.308 |
| 10.  | Once Caldas            | 117 | 132 | 125 | 7    | 158  | 1.35  |
| 9.   | La Equidad             | 117 | 133 | 122 | 11   | 165  | 1.41  |
| 8.   | Independiente Medellín | 117 | 144 | 127 | 17   | 165  | 1.41  |
| 7.   | Santa Fe               | 117 | 146 | 102 | 44   | 175  | 1.496 |
| 6.   | América de Cali        | 117 | 149 | 119 | 30   | 183  | 1.564 |
| 4.   | Junior                 | 117 | 145 | 95  | 50   | 190  | 1.624 |
| 5.   | Millonarios            | 117 | 167 | 127 | 40   | 191  | 1.632 |
| 3.   | Deportivo Cali         | 117 | 153 | 115 | 38   | 192  | 1.641 |
| 2.   | Deportes Tolima        | 117 | 162 | 97  | 65   | 206  | 1.761 |
| 1.   | Atlético Nacional      | 117 | 189 | 115 | 74   | 207  | 1.769 |

Fuente: Web oficial de Dimayor
| (D) | Descenso a la Categoría Primera B para la temporada 2022. |

##### Cambios de categoría
Mitad de temporada
|  | Boyacá Chicó |

|  | Atlético Huila Deportes Quindío |

Final de temporada
|  | Deportes Quindío Atlético Huila |

|  | Cortuluá Unión Magdalena |

### Categoría Primera B

#### Primera B 2021-I
- Final Torneo 2021-I

| Fecha                                                                          | Ciudad  | Equipo local     | Resultado | Equipo visitante |
| ------------------------------------------------------------------------------ | ------- | ---------------- | --------- | ---------------- |
| 21 de junio                                                                    | Tuluá   | Cortuluá         | 0 : 1     | Deportes Quindío |
| 24 de junio                                                                    | Armenia | Deportes Quindío | 1 : 0     | Cortuluá         |
| Deportes Quindío clasificó a la Gran Final 2021 con un marcador global de 2:0. |         |                  |           |                  |

- Gran Final 2021

| Fecha                                                        | Ciudad  | Equipo local     | Resultado | Equipo visitante |
| ------------------------------------------------------------ | ------- | ---------------- | --------- | ---------------- |
| 27 de junio                                                  | Neiva   | Atlético Huila   | 1 : 1     | Deportes Quindío |
| 30 de junio                                                  | Armenia | Deportes Quindío | 0 : 2     | Atlético Huila   |
| Atlético Huila fue el ganador con un marcador global de 3:1. |         |                  |           |                  |

|                                    |
| Bandera de Colombia                |
| Campeón Atlético Huila 3.er título |

#### Primera B 2021-II
- Final

| Fecha               | Ciudad | Equipo local | Resultado        | Equipo visitante |
| ------------------- | ------ | ------------ | ---------------- | ---------------- |
| 10 de marzo de 2022 | Tuluá  | Cortuluá     | 1 : 1 (0 : 3 p.) | Unión Magdalena  |

|                                     |
| Bandera de Colombia                 |
| Campeón Unión Magdalena 1.er título |

### Copa Colombia
- Final

| Fecha                                                           | Ciudad   | Equipo local      | Resultado | Equipo visitante  |
| --------------------------------------------------------------- | -------- | ----------------- | --------- | ----------------- |
| 10 de noviembre                                                 | Medellín | Atlético Nacional | 5 : 0     | Deportivo Pereira |
| 24 de noviembre                                                 | Pereira  | Deportivo Pereira | 1 : 0     | Atlético Nacional |
| Atlético Nacional fue el ganador con un marcador global de 5:1. |          |                   |           |                   |

|                                      |
| Bandera de Colombia                  |
| Campeón Atlético Nacional 5.º título |

### Superliga de Colombia
| Fecha                                            | Ciudad | Equipo local    | Resultado | Equipo visitante |
| ------------------------------------------------ | ------ | --------------- | --------- | ---------------- |
| 5 de octubre                                     | Cali   | América de Cali | 1 : 2     | Santa Fe         |
| 20 de octubre                                    | Bogotá | Santa Fe        | 3 : 2     | América de Cali  |
| Santa Fe se coronó campeón con un global de 5:3. |        |                 |           |                  |

|                             |
| Bandera de Colombia         |
| Campeón Santa Fe 4.º título |

### Liga Profesional Femenina
- Final

| Fecha                                                  | Ciudad  | Equipo local   | Resultado | Equipo visitante |
| ------------------------------------------------------ | ------- | -------------- | --------- | ---------------- |
| 8 de septiembre                                        | Bogotá  | Santa Fe       | 1 : 4     | Deportivo Cali   |
| 12 de septiembre                                       | Palmira | Deportivo Cali | 2 : 2     | Santa Fe         |
| Deportivo Cali se coronó campeón con un global de 6:3. |         |                |           |                  |

|                                    |
| Bandera de Colombia                |
| Campeón Deportivo Cali 1.er título |

##### Representantes en competición internacional
| Clasificado como | Copa Libertadores Femenina 2021 |
| ---------------- | ------------------------------- |
| Colombia 1       | Deportivo Cali                  |
| Colombia 2       | Santa Fe                        |

### Torneos de carácter aficionado

#### Categoría Primera C
- Final

| Fecha                                              | Ciudad | Equipo local       | Resultado | Equipo visitante   |
| -------------------------------------------------- | ------ | ------------------ | --------- | ------------------ |
| 15 de diciembre                                    | Tumaco | Unión Pacífico Sur | 1 : 1     | Filipenses         |
| 19 de diciembre                                    | Turbo  | Filipenses         | 2 : 1     | Unión Pacífico Sur |
| Filipenses se coronó campeón con un global de 3:2. |        |                    |           |                    |

|                                |
| Bandera de Colombia            |
| Campeón Filipenses 1.er título |

## Torneos internacionales

### Copa Libertadores
| Equipo            | Fase final               | Pts. | PJ | PG | PE | PP | GF | GC | Dif. | Rend.  |
| ----------------- | ------------------------ | ---- | -- | -- | -- | -- | -- | -- | ---- | ------ |
| América de Cali   | Fase de grupos (Grupo H) | 4    | 6  | 1  | 1  | 4  | 5  | 9  | −4   | 22,2 % |
| Santa Fe          | Fase de grupos (Grupo D) | 3    | 6  | 0  | 3  | 3  | 4  | 7  | −3   | 16,7 % |
| Atlético Nacional | Fase de grupos (Grupo F) | 14   | 10 | 4  | 2  | 4  | 15 | 11 | 4    | 46,7 % |
| Junior            | Fase de grupos (Grupo D) | 16   | 10 | 4  | 4  | 2  | 15 | 10 | 5    | 53,3 % |

### Copa Libertadores Femenina
| Equipo          | Fase final       | Pts. | PJ | PG | PE | PP | GF | GC | Dif. | Rend.  |
| --------------- | ---------------- | ---- | -- | -- | -- | -- | -- | -- | ---- | ------ |
| América de Cali | Subcampeón       | 10   | 6  | 3  | 1  | 2  | 14 | 8  | 6    | 55,6 % |
| Santa Fe        | Cuartos de final | 6    | 4  | 2  | 0  | 2  | 6  | 4  | 2    | 50 %   |

| Equipo         | Fase final       | Pts. | PJ | PG | PE | PP | GF | GC | Dif. | Rend. |
| -------------- | ---------------- | ---- | -- | -- | -- | -- | -- | -- | ---- | ----- |
| Santa Fe       | Subcampeón       | 9    | 6  | 2  | 3  | 1  | 6  | 5  | 1    | 50 %  |
| Deportivo Cali | Cuartos de final | 9    | 4  | 3  | 0  | 1  | 15 | 3  | 12   | 75 %  |

### Copa Sudamericana
| Equipo          | Fase final               | Pts. | PJ | PG | PE | PP | GF | GC | Dif. | Rend.  |
| --------------- | ------------------------ | ---- | -- | -- | -- | -- | -- | -- | ---- | ------ |
| Junior          | Octavos de final         | 3    | 2  | 1  | 0  | 1  | 4  | 4  | 0    | 50 %   |
| América de Cali | Octavos de final         | 0    | 2  | 0  | 0  | 2  | 1  | 5  | −4   | 0 %    |
| Deportes Tolima | Fase de grupos (Grupo G) | 7    | 8  | 1  | 4  | 3  | 7  | 8  | −1   | 29,2 % |
| La Equidad      | Fase de grupos (Grupo H) | 10   | 8  | 3  | 1  | 4  | 9  | 11 | −2   | 41,7 % |
| Deportivo Pasto | Primera fase             | 3    | 2  | 1  | 0  | 1  | 2  | 3  | −1   | 50 %   |
| Deportivo Cali  | Primera fase             | 1    | 2  | 0  | 1  | 1  | 0  | 3  | −3   | 16,7 % |

## Selección nacional masculina

### Mayores

#### Partidos de la Selección mayor en 2021
| Fecha           | Lugar          | Rival     | Marcador           | Competencia                                | Goles de Colombia                                 |
| --------------- | -------------- | --------- | ------------------ | ------------------------------------------ | ------------------------------------------------- |
| 3 de junio      | Lima           | Perú      | 3 : 0              | Clasificación para la Copa Mundial de 2022 | 40' Yerry Mina · 49' Mateus Uribe · 55' Luis Díaz |
| 8 de junio      | Barranquilla   | Argentina | 2 : 2              | Clasificación para la Copa Mundial de 2022 | 51' (pen.) Luis Muriel · 90+4' Miguel Borja       |
| 13 de junio     | Cuiabá         | Ecuador   | 1 : 0              | Copa América 2021                          | 42' Edwin Cardona                                 |
| 17 de junio     | Goiânia        | Venezuela | 0 : 0              | Copa América 2021                          | Sin goles                                         |
| 20 de junio     | Goiânia        | Perú      | 1 : 2              | Copa América 2021                          | 53' (pen.) Miguel Borja                           |
| 23 de junio     | Río de Janeiro | Brasil    | 1 : 2              | Copa América 2021                          | 10' Luis Díaz                                     |
| 3 de julio      | Brasilia       | Uruguay   | 0 : 0 (4 : 2 pen.) | Copa América 2021                          | Sin goles                                         |
| 6 de julio      | Brasilia       | Argentina | 1 : 1 (2 : 3 pen.) | Copa América 2021                          | 61' Luis Díaz                                     |
| 9 de julio      | Brasilia       | Perú      | 3 : 2              | Copa América 2021                          | 49' Juan Cuadrado · 66' 90+4' Luis Díaz           |
| 2 de septiembre | La Paz         | Bolivia   | 1 : 1              | Clasificación para la Copa Mundial de 2022 | 69' Roger Martínez                                |
| 5 de septiembre | Asunción       | Paraguay  | 1 : 1              | Clasificación para la Copa Mundial de 2022 | 53' (pen.) Juan Cuadrado                          |
| 9 de septiembre | Barranquilla   | Chile     | 3 : 1              | Clasificación para la Copa Mundial de 2022 | 19' (pen.) 20' Miguel Borja · 74' Luis Díaz       |
| 7 de octubre    | Montevideo     | Uruguay   | 0 : 0              | Clasificación para la Copa Mundial de 2022 | Sin goles                                         |
| 10 de octubre   | Barranquilla   | Brasil    | 0 : 0              | Clasificación para la Copa Mundial de 2022 | Sin goles                                         |
| 14 de octubre   | Barranquilla   | Ecuador   | 0 : 0              | Clasificación para la Copa Mundial de 2022 | Sin goles                                         |
| 11 de noviembre | São Paulo      | Brasil    | 0 : 1              | Clasificación para la Copa Mundial de 2022 | Sin goles                                         |
| 16 de noviembre | Barranquilla   | Paraguay  | 0 : 0              | Clasificación para la Copa Mundial de 2022 | Sin goles                                         |

#### Copa América
| Equipo             | Pts. | PJ | PG | PE | PP | GF | GC | Dif. | Rend.  |
| ------------------ | ---- | -- | -- | -- | -- | -- | -- | ---- | ------ |
| Selección Colombia | 9    | 7  | 2  | 3  | 2  | 7  | 7  | 0    | 42,9 % |

- Resultado final: Tercer puesto

### Sub-20
| Fecha       | Lugar                                            | Rival             | Marcador | Competencia               | Goles de Colombia        |
| ----------- | ------------------------------------------------ | ----------------- | -------- | ------------------------- | ------------------------ |
| 29 de junio | Estadio Romelio Martínez, Barranquilla, Colombia | Barranquilla F.C. | 2:0      | Amistoso a puerta cerrada | Andrés Amaya, Brayan Gil |

### Sub-19
| Fecha           | Lugar                                           | Rival                 | Marcador | Competencia               | Goles de Colombia                                |
| --------------- | ----------------------------------------------- | --------------------- | -------- | ------------------------- | ------------------------------------------------ |
| 3 de noviembre  | Sede Deportiva FCF, Bogotá, Colombia            | Santa Fe Sub-20       | 2:0      | Amistoso a puerta cerrada | Tomás Ángel, Mateo Puerta                        |
| 6 de noviembre  | Sede Deportiva FCF, Bogotá, Colombia            | Fortaleza Sub-20      | 1:1      | Amistoso a puerta cerrada | Gustavo Puerta                                   |
| 10 de noviembre | Estadio Miguel Alemán Valdés, Celaya, México    | México Sub-19         | 0:0      | Relevations Cup           | Sin goles                                        |
| 13 de noviembre | Estadio Miguel Alemán Valdés, Celaya, México    | Estados Unidos Sub-19 | 1:1      | Relevations Cup           | 90+5' Tomás Ángel                                |
| 16 de noviembre | Estadio Miguel Alemán Valdés, Celaya, México    | Brasil Sub-19         | 2:3      | Relevations Cup           | 33', 80' Carlos Cantillo                         |
| 3 de diciembre  | Cancha Xcoli, Bogotá, Colombia                  | Millonarios           | 3:1      | Amistoso a puerta cerrada | José Daniel Mulato, Isaac Zuleta, Gustavo Puerta |
| 8 de diciembre  | Estadio Nicolás Chahuán Nazar, La Calera, Chile | Paraguay Sub-19       | 1:1      | Copa Raúl Coloma          | 1T' Tomás Ángel                                  |
| 10 de diciembre | Estadio Nicolás Chahuán Nazar, La Calera, Chile | Uruguay Sub-19        | 2:1      | Copa Raúl Coloma          | Tomás Ángel                                      |
| 12 de diciembre | Estadio Nicolás Chahuán Nazar, La Calera, Chile | Chile Sub-19          | 2:1      | Copa Raúl Coloma          | 41' Tomás Ángel 75' (a.g.) Bastián Roco          |

### Sub-18
| Fecha        | Lugar                                | Rival       | Marcador | Competencia               | Goles de Colombia |
| ------------ | ------------------------------------ | ----------- | -------- | ------------------------- | ----------------- |
| 3 de octubre | Sede Deportiva FCF, Bogotá, Colombia | Millonarios | 1:2      | Amistoso a puerta cerrada | Sebastián Girado  |

### Sub-17
| Fecha       | Lugar                                | Rival          | Marcador | Competencia               | Goles de Colombia                  |
| ----------- | ------------------------------------ | -------------- | -------- | ------------------------- | ---------------------------------- |
| 28 de julio | Estadio Campincito, Bogotá, Colombia | Equidad Sub-20 | 2:1      | Amistoso a puerta cerrada | Sebastián Girado, Camilo Mccormick |
| 28 de julio | Estadio Campincito, Bogotá, Colombia | Equidad Sub-20 | 1:2      | Amistoso a puerta cerrada | Jhonatan Restrepo                  |

### Sub-15
| Fecha           | Lugar                                        | Rival              | Marcador | Competencia               | Goles de Colombia |
| --------------- | -------------------------------------------- | ------------------ | -------- | ------------------------- | ----------------- |
| 31 de julio     | Estadio Alberto Mora Mora, Pereira, Colombia | Alianza Cartago    | ¿:?*     | Amistoso a puerta cerrada |                   |
| 31 de julio     | Estadio Alberto Mora Mora, Pereira, Colombia | Pereira Sub-17     | ¿:?*     | Amistoso a puerta cerrada |                   |
| 14 de noviembre | Sede Deportiva FCF, Bogotá, Colombia         | Millonarios Sub-17 | ¿:?*     | Amistoso a puerta cerrada |                   |
| 20 de noviembre | Sede Deportiva FCF, Bogotá, Colombia         | Huila              | ¿:?*     | Amistoso a puerta cerrada |                   |

*Se desconoce el resultado de los amistosos.

## Selección nacional femenina

### Mayores
| Fecha            | Lugar                                              | Rival          | Marcador | Competencia               | Goles de Colombia                               |
| ---------------- | -------------------------------------------------- | -------------- | -------- | ------------------------- | ----------------------------------------------- |
| 18 de enero      | Exploria Stadium Orlando, Estados Unidos           | Estados Unidos | 0:4      | Amistoso                  | Sin goles                                       |
| 22 de enero      | Exploria Stadium Orlando, Estados Unidos           | Estados Unidos | 0:6      | Amistoso                  | Sin goles                                       |
| 10 de abril      | Estadio Rodrigo Paz Delgado · Quito, Ecuador       | Ecuador        | 1:0      | Reto Andino               | 14' Catalina Usme                               |
| 13 de abril      | Estadio Rodrigo Paz Delgado · Quito, Ecuador       | Ecuador        | 4:0      | Reto Andino               | 40', 54', 69', 81' Catalina Usme                |
| 18 de septiembre | CAR, CDMX, México                                  | México         | 2:1      | Amistoso a puerta cerrada | Mayra Ramírez, Liana Salazar                    |
| 21 de septiembre | Estadio Azteca · CDMX, México                      | México         | 0:2      | Amistoso                  | Sin goles                                       |
| 23 de octubre    | Estadio Olímpico Pascual Guerrero · Cali, Colombia | Chile          | 2:0      | Amistoso                  | 26' Linda Caicedo 83' Manuela Vanegas           |
| 26 de octubre    | Estadio Olímpico Pascual Guerrero · Cali, Colombia | Chile          | 2:0      | Amistoso a puerta cerrada | Elexa Bahr, Manuela Vanegas                     |
| 28 de noviembre  | Estadio Deportivo Cali · Palmira, Colombia         | Uruguay        | 3:2      | Amistoso                  | 12' (pen.), 32' Catalina Usme, 61' Leicy Santos |
| 30 de noviembre  | Estadio Deportivo Cali · Palmira, Colombia         | Uruguay        | 1:0      | Amistoso a puerta cerrada | 70' Manuela Vanegas                             |

### Sub-17
| Fecha           | Lugar                               | Rival         | Marcador | Competencia               | Goles de Colombia                                              |
| --------------- | ----------------------------------- | ------------- | -------- | ------------------------- | -------------------------------------------------------------- |
| 2 de septiembre | Sede Deportiva FCF Bogotá, Colombia | Millonarios   | 3:2      | Amistoso a puerta cerrada | Ana Mile González, Paula Suárez                                |
| 13 de diciembre | Sede Deportiva FCF Bogotá, Colombia | Bogotá Sub-19 | 4:1      | Amistoso a puerta cerrada | Yéssica Muñoz Oriana Quintero Catalina Rodríguez Juana Ortegón |